# Virihaure
El Virihaure Es el lago más grande en el parque nacional Padjelanta, en el condado de Norrbotten, en la Laponia de Suecia. Se encuentra ubicado en los Alpes escandinavos, una especie de meseta con algunos picos bajos. El lago tiene una superficie de 108 kilómetros cuadrados, está a una altitud de 579 metros y tiene una profundidad máxima de 134 m, por lo que es el quinto lago más profundo en Suecia. Es alimentado por varios ríos de las montañas vecinas, siendo los principales el Stalojåkkå ( la principal fuente del río Luleälven) el Sulitelma, el Miellätno desde las montañas de Sarek y Tukijåkkå que tiene su origen en el glaciar Blåmannsisen. El agua del lago sale al norte y forma un río corto de unos 3 km, cayendo al paso de 32 m al segundo lago más grande de Padjelanta: Vastenjaure. El lago es conocido a veces como «el más hermoso lago en Suecia».